# Hilarempis levicula
Hilarempis levicula är en tvåvingeart som beskrevs av Collin 1933. Hilarempis levicula ingår i släktet Hilarempis och familjen dansflugor. Inga underarter finns listade i Catalogue of Life.